# Тадеуш Хлаповський
Тадеуш Хлаповський гербу Дрія (нар. 2 лютого 1870, Сосниця, пом. 17 серпня 1938, Краків ) — нафтовий промисловець,  бургомістр (мер) Борислава .

## Біографія
Він народився 2 лютого 1870 року в Сосниці   як син Людвіка (1840–1910) та Альдони, (уродженої Вольшлегієр (1848–1916))  . Він був родичем Дезидерія Хлаповського та двоюрідним братом Альфреда Хлаповського  .
Здобув освіту в гімназії в Острові, потім у Сілезії, де склав іспит на атестат зрілості  . Він вступив до армії Німецької імперії, служив у Вроцлавському кавалерійському полку , а потім звільнився з армії в 1896 році  . Став цивільним.
Він вирішив працювати в нафтовій промисловості. З 1896 року працював в окрузі Горлицькому в американській компанії. Він почав працювати як робітник у Кригу-Домініковичах. Потім він працював у фірмі "Вольський і Одрзивольський" у Гразьові, як помічник шахтаря та свердловщик до середини 1898 року. Після цього він був зайнятий протягом 1,5 року в Товаристві "Steaua Romana" в Румунії, спочатку як свердловщик, а потім як керівник шахт. Потім він відповідав за свердловину трьох шахт в Бельгії. Після повернення до країни він перейшов на роботу в акціонерне товариство Товариство Нафтове "Галичина", як керівник шахт, потім директор шахт цієї компанії в Бориславі, а після смерті Р. Адамовського він став директором цього ж підприємства з березня 1907 року до кінця свого життя, виконуючи також обов'язки члена наглядової ради та члена правління. Під його керівництвом з невеликої компанії "Галичина" вона зростала до однієї з найбільших польських компаній у галузі шахтарства. У 1909 він був співзасновником Палати роботодавців у нафтовій промисловості в Бориславі, з 1914 року до кінця свого життя він був президентом. З 10 червня 1917 року він обіймав посаду віце-президента Країнного Нафтового Товариства, а з 1937 по 1938 рік був президентом KTN.
Під час Першої світової війни з 1915 по 1917 рік служив урядовим комісаром у місті Бориславі    . У 1917—1932 роках — підмаршалок Дрогобицького повіту, у 1923—1924 роках — маршалок   .
Займався активною благодійністю  . Разом із дружиною утримував дитячий будинок. вул. Терези для близько 70 найбідніших дітей Борислава  . 2 травня 1924 року нагороджений Офіцерським хрестом Ордена Відродження Польщі за заслуги в галузі місцевого самоврядування, громадської та меценатської діяльності    . У Бориславі проживав на вулиці Габріели Нарутовича, 87   (район Потоку).
Помер 17 серпня 1938 року в санаторії в   місті Кракові   . Його тимчасово поховали на Раковицькому цвинтарі в Кракові (PAS 53-південь ліворуч від родини Ґещикевичів)   .
Його дружина — пані Зофія, уроджена Здзенська, гербу Кораб (1887–1957). Їхні діти: Альдона (1907–1963) та Зигмунт (1909–1949).

## Виноски
1. 1 2 3 4 5 6 7 8  Ś. p. prezes Tadeusz Chłapowski. Codzienna Gazeta Handlowa. Nr 193: 3. 26 sierpnia 1938. {{cite journal}}: |volume= має зайвий текст (довідка)
2. 1 2 3 4 5 6 7 8  Śp. Tadeusz Chłapowski pionier przemysłu naftowego. Wschód. Nr 94: 24. 30 sierpnia 1938. {{cite journal}}: |volume= має зайвий текст (довідка)
3. ↑  Tadeusz Chłapowski – profil w bazie Sejm Wielki. sejm-wielki.pl.
4. ↑  Źródło wzmiankuje o „wrocławskim pułku ułanów”[1], jednak najprawdopodobniej jest to błąd redakcji i chodzi o stacjonujący we Wrocławiu regiment kirasjerów, Leib-Kürassier-Regiment „Großer Kurfürst“ (Schlesisches) Nr. 1.
5. ↑  Wybitni i zaslurzenie Ludzi ziemi Drohobyckiej. Архів оригіналу за 14 квітня 2015. Процитовано 13 травня 2023. [Архівовано 2015-04-14 у Wayback Machine.]
6. ↑  Inni wybitniejsi Chłapowscy (PDF). palac-jaszkowo.pl. с. 5.
7. ↑  Order Odrodzenia Polski. Trzechlecie pierwszej kapituły 1921–1924. Warszawa: Prezydium Rady Ministrów. 1926. с. 23.
8. ↑  Książka telefoniczna (PDF). с. 580.
9. ↑  Lokalizator Grobów - Zarząd Cmentarzy Komunalnych